# Pteronotus
Pteronotus (Gray, 1838) è un genere di pipistrelli della famiglia dei Mormoopidi.

## Descrizione

### Dimensioni
Al genere Pteronotus appartengono pipistrelli di piccole e medie dimensioni, con lunghezza della testa e del corpo tra 40 e 77 mm, la lunghezza dell'avambraccio tra 35 e 65 mm, la lunghezza della coda tra 15 e 30 mm e un peso fino a 20 g.

### Caratteristiche craniche e dentarie
Il cranio presenta un rostro con la porzione anteriore allargata e lungo quanto la scatola cranica. La bolla timpanica è piccola. Gli incisivi superiori sono diversi tra loro, con i più interni circa il doppio dei più esterni. Gli incisivi inferiori sono piccoli e disposti in una fila continua tra i canini, i quali sono robusti. I denti masticatori sono di aspetto e dimensioni normali.
Sono caratterizzati dalla seguente formula dentaria:

### Aspetto
Le parti superiori variano dal marrone scuro all'ocra-arancione, mentre le parti inferiori sono spesso più chiare. Il labbro inferiore è talvolta provvisto di escrescenze piatte e di piccole papille. Le orecchie sono di dimensioni normali ed ampiamente separate tra loro. Nel sottogenere Pteronotus le membrane alari sono attaccate tra loro lungo la spina dorsale, dando l'impressione di una schiena priva di peli, similmente ai generi di Megachirotteri Dobsonia, Aproteles e Notopteris. La coda è lunga e si estende per circa la sua metà oltre l'uropatagio.

## Distribuzione
Il genere è diffuso nell'America centrale e meridionale.

## Tassonomia
Il genere comprende 7 specie:
- Le membrane alari sono unite tra loro lungo la spina dorsale.
  - Sottogenere Pteronotus
    - Pteronotus davyi
    - Pteronotus gymnonotus
- Le membrane alari sono attaccate basse lungo i fianchi.
  - Pteronotus personatus
  - Sottogenere Chilonycteris
    - Pteronotus macleayi
    - Pteronotus quadridens

  - Sottogenere Phyllodia
    - Pteronotus alitonus
    - Pteronotus parnellii
    - Pteronotus pristinus †